# Sydney James Butlin
Sydney James Christopher Lyon „Syd“ Butlin (* 20. Oktober 1910 in Eastwood, New South Wales, Australien; † 14. Dezember 1977 in Sydney) war ein australischer Wirtschaftswissenschaftler und -historiker.

## Leben und Wirken
Sydney James Butlin wurde als zweites von sechs Kindern des Obstbauern Thomas Lyon Butlin und dessen Frau Sara Mary geb. Chantler geboren. Er besuchte die Schule in Singleton und von 1923 bis 1927 die Highschool in East Maitland. 1926 wurde sein Vater durch einen Autofahrer getötet, so dass Thomas das Oberhaupt der Familie wurde. Ab 1928 studierte er unter anderen bei Richard Charles Mills Wirtschaftswissenschaften an der University of Sydney und schloss 1932 als Bachelor of Economics ab.
Mit einem Stipendium ging er an das Trinity College in Cambridge und erlangte 1934 den Bachelor of Arts. Durch den Einfluss von Dennis Holme Robertson beschäftigte er sich insbesondere mit dem Keynesianismus. Anschließend kehrte er nach Sydney zurück, arbeitete in einem staatlichen Statistikbüro und wurde 1935 Assistent Lecturer an der University of Sydney. 1936 heiratete er seine frühere Kommilitonin Dorothy Jean Conen. 1939 machte er in Cambridge den Master of Arts und wurde Lecturer an der University of Sydney.
Während des Zweiten Weltkriegs war Sydney James Butlin im öffentlichen Dienst beschäftigt, unter anderem von 1941 bis 1943 als Direktor der Wirtschaftsabteilung im Department Kriegsorganisation der Industrie. In Auswertung der Erfahrungen dieser Tätigkeiten schrieb er die Teile War economy. 1939–1942 und mit Carl Boris Schedvin War economy. 1942–1945 der von Gavin Long herausgegebenen Sammlung Australia in the war of 1939–1945.
1946 wurde er als Nachfolger von Richard Charles Mills auf den Lehrstuhl für Wirtschaftswissenschaften der University of Sydney berufen und er wurde Dekan der Fakultät für Wirtschaftswissenschaften. 1954 veröffentlichte er als Resultat seiner Forschungen der vergangenen zehn Jahre das Werk Foundations of the Australian monetary system. 1788–1851, für das ihm 1954 von der Universität Cambridge der Doctor of Letters verliehen wurde. 1961 erschien in London ein Buch über die Geschichte der Australia and New Zealand Banking Group. 1962 war er Mitbegründer von Sydney University Press und bis 1977 deren stellvertretender Vorsitzender. 1971 nahm er einen Ruf auf einen persönlichen Lehrstuhl an die Australian National University in Canberra an.
Seine letzten Lebensjahre verbrachte er mit der Vervollständigung früherer und der Vorbereitung neuer Arbeiten, so über die Geschichte des Zentralbankwesens in Australien nach 1945 und das australische Finanzsystem nach 1851. Er verstarb nach einem rupturierten Bauchaortenaneurysma am 14. Dezember 1977 im Royal North Shore Hospital in Sydney.
Seine Tochter Judith Butlin gab nach dem Tod von Sydney James Butlin einige seiner Texte heraus. Sein jüngerer Bruder Noel George Butlin (1921–1991) war ebenfalls Wirtschaftswissenschaftler und -historiker.

## Funktionen
- 1953–1954: Präsident der Economic Society of Australia and New Zealand
- 1954–1955, 1958–1961: Vorsitzender der Berufungskommission der University of Sydney
- 1958–1962: Präsident der Academy of the Social Sciences in Australia[1]
- 1963–1967: Mitglied des Senats der University of Sydney

## Schriften
- mit Tom Critchley, Robert Barrie McMillan, Arthur Harold Tange: Australia foots the bill. War finance 1939–41. Angus and Robertson, Sydney 1941.
- Foundations of the Australian monetary system. 1788–1851. Melbourne University Press, Carlton 1953. Reprint: Sidney University Press, Sydney/Melbourne 1968.
- Teile der Serie 4 von: Gavin Long (Hrsg.): Australia in the war of 1939–1945.
War economy. 1939–1942. Australian War Memorial, Canberra 1955. Neuauflage 1961.
mit Carl Boris Schedvin: War economy. 1942–1945. Australian War Memorial, Canberra 1977, ISBN 0-642-99406-4.
- Australia and New Zealand Bank. The Bank of Australasia and the Union Bank of Australia Limited. 1828–1951. Longmans, London 1961.
- mit Alan Ross Hall, Ronald Charles White: Australian banking and monetary statistics. 1817–1945. Reserve Bank of Australia, Sydney 1971.
- Judith Butlin (Hrsg.): The Australian monetary system. 1851–1914. 1983, ISBN 1-86252-307-X.